# Samarzewo
Samarzewo – wieś w Polsce położona w województwie wielkopolskim, w powiecie słupeckim, w gminie Lądek, nad Wrześnicą (w pobliżu jej ujścia do Warty).
W latach 1975–1998 miejscowość administracyjnie należała do województwa konińskiego.
15 sierpnia 1966 miał miejsce pożar zabytkowego drewnianego kościoła pw. św Michała. W 1974 oddano do użytku świątynię zbudowaną według projektu Aleksandra Holasa.
W Samarzewie działa chór Schola Sancti Michaeli pod dyrekcją Zbigniewa Wlazło.
Archeolodzy u ujścia Wrześnicy odnaleźli wczesnośredniowieczne grodzisko, które powstało po 892 roku, a następnie było przebudowywane po 914 roku i po roku 920.